# Lijst van Eerste Kamerleden 1888-1890
Lijst van Eerste Kamerleden 1888-1890 geeft een overzicht van de leden van de Nederlandse Eerste Kamer in de periode tussen de verkiezingen van 1888 en de verkiezingen van 1890. De zittingsperiode van de Eerste Kamer ging in op 1 maart 1888 en eindigde op 15 september 1890.
De Eerste Kamer telde 50 leden, gekozen door de leden van Provinciale Staten in de elf provincies. Eerste Kamerleden werden gekozen voor een termijn van negen jaar; om de drie jaar werd een derde deel van de Eerste Kamer vernieuwd.
| Naam                                | groepering                 | provincie     | begindatum      | einddatum         | refs   |
| ----------------------------------- | -------------------------- | ------------- | --------------- | ----------------- | ------ |
| Dirk van Akerlaken                  | gematigde liberalen        | Noord-Holland | 1 mei 1888      | 15 september 1890 | [ 1 ]  |
| Willem Alberda van Ekenstein        | Liberale Unie              | Groningen     | 1 mei 1888      | 14-09-1896 [ d ]  | [ 2 ]  |
| Frederik van Alphen                 | Liberale Unie              | Zuid-Holland  | 8 april 1890    | 14-09-1896 [ d ]  | [ 3 ]  |
| Albert Blijdenstein                 | Liberale Unie              | Overijssel    | 1 mei 1888      | 15 september 1890 | [ 4 ]  |
| Adolph Blussé                       | Liberale Unie              | Zuid-Holland  | 1 mei 1888      | 14-09-1896 [ d ]  | [ 5 ]  |
| Jacobus van der Breggen             | Liberale Unie              | Zuid-Holland  | 1 mei 1888      | 18-09-1893 [ f ]  | [ 6 ]  |
| Doede Breuning                      | Liberale Unie              | Friesland     | 1 mei 1888      | 14-09-1896 [ d ]  | [ 7 ]  |
| Jacobus de Bruijn                   | katholieken                | Noord-Brabant | 1 mei 1888      | 15 september 1890 | [ 8 ]  |
| Herman Bultman                      | Liberale Unie              | Noord-Holland | 1 mei 1888      | 14-09-1896 [ d ]  | [ 9 ]  |
| Hendrikus Coenen                    | Liberale Unie              | Gelderland    | 1 mei 1888      | 14-09-1896 [ d ]  | [ 10 ] |
| Cornelis Donker                     | Liberale Unie              | Noord-Holland | 1 mei 1888      | 18-09-1893 [ f ]  | [ 11 ] |
| Frans van Eysinga                   | Liberale Unie              | Friesland     | 1 mei 1888      | 14-09-1896 [ d ]  | [ 12 ] |
| Isaäc Fransen van de Putte          | Liberale Unie              | Zuid-Holland  | 1 mei 1888      | 18-09-1893 [ f ]  | [ 13 ] |
| Jan van Gennep                      | Liberale Unie              | Zuid-Holland  | 1 mei 1888      | 15 september 1890 | [ 14 ] |
| Henri van der Goes van Dirxland     | Liberale Unie              | Zuid-Holland  | 1 mei 1888      | 29 januari 1890   | [ 15 ] |
| Johannes Hengst                     | katholieken                | Noord-Brabant | 1 mei 1888      | 15 september 1890 | [ 16 ] |
| Joan Huydecoper van Maarsseveen     | gematigde liberalen        | Zuid-Holland  | 1 mei 1888      | 14-09-1896 [ d ]  | [ 17 ] |
| Maurits Insinger                    | Liberale Unie              | Noord-Holland | 1 mei 1888      | 14-09-1896 [ d ]  | [ 18 ] |
| Jan Kappeyne van de Coppello        | Liberale Unie              | Noord-Holland | 1 mei 1888      | 18-09-1893 [ f ]  | [ 19 ] |
| Hendrik van Lier                    | Liberale Unie              | Drenthe       | 1 mei 1888      | 18-09-1893 [ f ]  | [ 20 ] |
| Léon Magnée                         | katholieken                | Limburg       | 1 mei 1888      | 15 september 1890 | [ 21 ] |
| Robert Melvil van Lynden            | Anti-Revolutionaire Partij | Utrecht       | 1 mei 1888      | 15 september 1890 | [ 22 ] |
| Willem Merkelbach                   | katholieken                | Noord-Brabant | 5 mei 1890      | 14-09-1896 [ d ]  | [ 23 ] |
| Jacob Moolenburgh                   | Liberale Unie              | Zeeland       | 1 mei 1888      | 14-09-1896 [ d ]  | [ 24 ] |
| Hendrik Muller                      | Liberale Unie              | Zuid-Holland  | 1 mei 1888      | 15 september 1890 | [ 25 ] |
| Albertus van Naamen van Eemnes      | Liberale Unie              | Overijssel    | 1 mei 1888      | 14-09-1896 [ d ]  | [ 26 ] |
| Justinus van Nagell                 | conservatief-liberalen     | Gelderland    | 1 mei 1888      | 18-09-1893 [ f ]  | [ 27 ] |
| Anthony Nijsingh                    | Liberale Unie              | Drenthe       | 8 april 1890    | 15 september 1890 | [ 28 ] |
| Franciscus van Nispen tot Pannerden | katholieken                | Gelderland    | 21 oktober 1889 | 15 september 1890 | [ 29 ] |
| Leo van Nispen tot Sevenaer         | katholieken                | Utrecht       | 1 mei 1888      | 18-09-1893 [ f ]  | [ 30 ] |
| Willem van Pallandt van Waardenburg | conservatieven             | Gelderland    | 1 mei 1888      | 15 september 1890 | [ 31 ] |
| Hubert Pijls                        | katholieken                | Limburg       | 1 mei 1888      | 14-09-1896 [ d ]  | [ 32 ] |
| Menso Pijnappel                     | conservatief-liberalen     | Noord-Holland | 1 mei 1888      | 14-09-1896 [ d ]  | [ 33 ] |
| Jan Prins                           | Liberale Unie              | Noord-Holland | 1 mei 1888      | 15 september 1890 | [ 34 ] |
| Hubert Regout                       | katholieken                | Limburg       | 1 mei 1888      | 18-09-1893 [ f ]  | [ 35 ] |
| Berend van Roijen                   | Liberale Unie              | Groningen     | 1 mei 1888      | 18-09-1893 [ f ]  | [ 36 ] |
| Willem Schimmelpenninck van der Oye | conservatieven             | Gelderland    | 1 mei 1888      | 30 augustus 1889  | [ 37 ] |
| Willem Six                          | Liberale Unie              | Zeeland       | 1 mei 1888      | 18-09-1893 [ f ]  | [ 38 ] |
| Hendrikus Smits                     | katholieken                | Noord-Brabant | 1 mei 1888      | 21 maart 1890     | [ 39 ] |
| Johannes Smits van Oyen             | katholieken                | Noord-Brabant | 1 mei 1888      | 18-09-1893 [ f ]  | [ 40 ] |
| Petrus Smitz                        | katholieken                | Noord-Brabant | 1 mei 1888      | 18-09-1893 [ f ]  | [ 41 ] |
| Charles Stork                       | Liberale Unie              | Overijssel    | 1 mei 1888      | 18-09-1893 [ f ]  | [ 42 ] |
| Jan van Swinderen                   | Liberale Unie              | Friesland     | 1 mei 1888      | 18-09-1893 [ f ]  | [ 43 ] |
| Jacobus Thooft                      | Liberale Unie              | Gelderland    | 1 mei 1888      | 18-09-1893 [ f ]  | [ 44 ] |
| Gijsbert van Tienhoven              | Liberale Unie              | Noord-Holland | 1 mei 1888      | 15 september 1890 | [ 45 ] |
| Sjoerd Vening Meinesz               | Liberale Unie              | Zuid-Holland  | 1 mei 1888      | 15 september 1890 | [ 46 ] |
| Johannes Verheyen                   | katholieken                | Noord-Brabant | 1 mei 1888      | 14-09-1896 [ d ]  | [ 47 ] |
| Theodorus Viruly                    | Liberale Unie              | Zuid-Holland  | 1 mei 1888      | 18-09-1893 [ f ]  | [ 48 ] |
| Benjamin Vlielander Hein            | Liberale Unie              | Zuid-Holland  | 1 mei 1888      | 15 september 1890 | [ 49 ] |
| Godert de Vos van Steenwijk         | Liberale Unie              | Drenthe       | 1 mei 1888      | 7 januari 1890    | [ 50 ] |
| Wilco van Welderen Rengers          | Liberale Unie              | Friesland     | 1 mei 1888      | 15 september 1890 | [ 51 ] |
| Derk Welt                           | Liberale Unie              | Groningen     | 1 mei 1888      | 15 september 1890 | [ 52 ] |
| Abraham Wertheim                    | Liberale Unie              | Noord-Holland | 1 mei 1888      | 18-09-1893 [ f ]  | [ 53 ] |
| Jacob van Zuylen van Nijevelt       | conservatieven             | Gelderland    | 1 mei 1888      | 14-09-1896 [ d ]  | [ 54 ] |